# Tantilla stenigrammi
Tantilla stenigrammi — вид змій родини полозових (Colubridae). Ендемік Гондурасу. Описаний у 2017 році.

## Поширення і екологія
Tantilla stenigrammi мешкають в департаменті Оланчо. Вони живуть в сосново-дубових лісах та в перехідній зоні між сосно-дубовими та широколистяними тропічними лісами.